# Tangier (Virgínia)
Tangier és una població dels Estats Units a l'estat de Virgínia. Segons el cens del 2000 tenia 604 habitants.

## Demografia
Segons el cens del 2000, Tangier tenia 604 habitants, 244 habitatges, i 181 famílies. La densitat de població era de 932,8 habitants per km².
Dels 244 habitatges en un 27,5% hi vivien nens de menys de 18 anys, en un 61,1% hi vivien parelles casades, en un 9,4% dones solteres, i en un 25,8% no eren unitats familiars. En el 25% dels habitatges hi vivien persones soles el 16,8% de les quals corresponia a persones de 65 anys o més que vivien soles. El nombre mitjà de persones vivint en cada habitatge era de 2,48 i el nombre mitjà de persones que vivien en cada família era de 2,94.
Per edats la població es repartia de la següent manera: un 21,5% tenia menys de 18 anys, un 6,6% entre 18 i 24, un 24,3% entre 25 i 44, un 29% de 45 a 60 i un 18,5% 65 anys o més.
L'edat mediana era de 43 anys. Per cada 100 dones de 18 o més anys hi havia 100 homes.
La renda mediana per habitatge era de 26.607 $ i la renda mediana per família de 28.636 $. Els homes tenien una renda mediana de 19.167 $ mentre que les dones 20.750 $. La renda per capita de la població era de 24.042 $. Entorn del 22,6% de les famílies i el 27,5% de la població estaven per davall del llindar de pobresa.

## Poblacions més properes
El següent diagrama mostra les poblacions més properes.